# Крајина
Појам „крајина” или „крајиште” је српски и општи јужнословенски назив за пограничне крајеве, односно рубне области. Јавља се већ током средњовековног периода, најчешће као назив за посебно уређене пограничне области у којима је установљен војнички режим управе, са основним задатком заштите државних граница према спољним суседима.
Због несигурности у крајинама и честих сукоба њихов назив постао је синоним за четничко ратовање („закрајинити”, „Кочина Крајина”). Име се одржало до данас, иако су се у неким областима границе одавно измениле.
Многе области су до данас сачувале називе који сведоче да су то некада биле пограничне територије као Имотска, Цетинска, Неготинска, Тимочка, Кучка, Босанска, Војна крајина, од чега је касније настала Република Српска Крајина и др. И сам назив „Украјина” је изведен од речи „крајина”, јер је то било рубно подручје Руског царства. У Словенији, Крањска и Корушка су добиле име од ријечи „крајина”. Аутономне покрајине Војводина и Косово и Метохија су на рубним подручјима Србије. Због свега наведеног не треба сматрати крајину и покрајину синонимима провинцијама или кантонима, који могу да буду и у унутрашњости држава (нпр. називање 16 немачких админинистративних целина, покрајинама).
У време турске власти на Балкану, они делови санџака (административне области) који су се граничили са другим државама су устројени као крајине, серхати, са појачаним присуством војске, а управници тих области су биле серхатске газије.